# 张昆弟
张昆弟（1894年3月18日—1932年5月），号芝圃，湖南省长沙府益阳县人，毕业于湖南第一师范学院，为中国近代革命家。

## 生平
1894年，张昆弟出生在湖南省长沙府益阳县（今桃江县）。
1913年，张昆弟考上湖南第一师范学院，结识毛泽东、蔡和森、萧子昇、罗学瓒、何叔衡、蔡畅、李维汉、萧三、罗章龙、周世钊等好友。
1915年，一师的驱张运动中，学生在一师礼堂聚集，声讨校长张干，毛泽东提出“永畦不能就这么白死了，不管大家怎么办，我都支持！”，张昆弟说，“像张干这样的校长，我们要不要？”，同学们随后齐呼“把他赶出去……赶走张干……张干滚出一师……”:214-220
1918年4月，张昆弟和毛泽东、蔡和森等建立新民学会。
1919年10月，张昆弟、李维汉、李富春等40人远赴法国勤工俭学，1921年12月学成归国回到上海。
1922年，张昆弟于北京加入中国共产党，在北方劳动组书记部工作。
1922年5月，李大钊指示张昆弟去正太铁路发动工人运动，张昆弟在那里建立工会“石家庄总车站俱乐部”。
1923年3月，张昆弟担任中共北平执行委员会工人部部长。
1924年，张昆弟去河南省郑州重建京汉铁路总工会、陇海铁路总工会。
1925年，张昆弟担任全国铁路总工会总干事和党团书记，后来又担任中共豫陕区委委员。10月，张昆弟担任河南总工会委员长。
1926年，张昆弟担任中共山东地方委员会书记。9月，张昆弟离开山东省。
1928年6月，张昆弟远赴苏联莫斯科出席了第六次代表大会和共产国际第六次代表大会，担任中共审查委员会候补委员。
1931年7月，张昆弟担任湘鄂西省总工会党团书记、红五军团政治部主任。
1932年5月，张昆弟被中国共产党领导人王明政治迫害，在洪湖翟家湾被王明手下杀害。

## 评价
陈毅：“我和张昆弟是从法国一起回国的，他搞工人运动做了许多出色的工作。但牺牲得很可惜，现在我还在收集他的史料呢!”
李锐：“毛泽东在学校的挚友蔡和森、何叔衡、陈章甫、张昆弟、罗学瓒等人，无一不是中华民族优秀的儿女，最英勇的无产阶级革命战士”。